# Cryptophagus friwaldszkyi
Cryptophagus friwaldszkyi là một loài bọ cánh cứng trong họ Cryptophagidae. Loài này được Friwaldszky miêu tả khoa học năm 1866.